# Fürther Straße

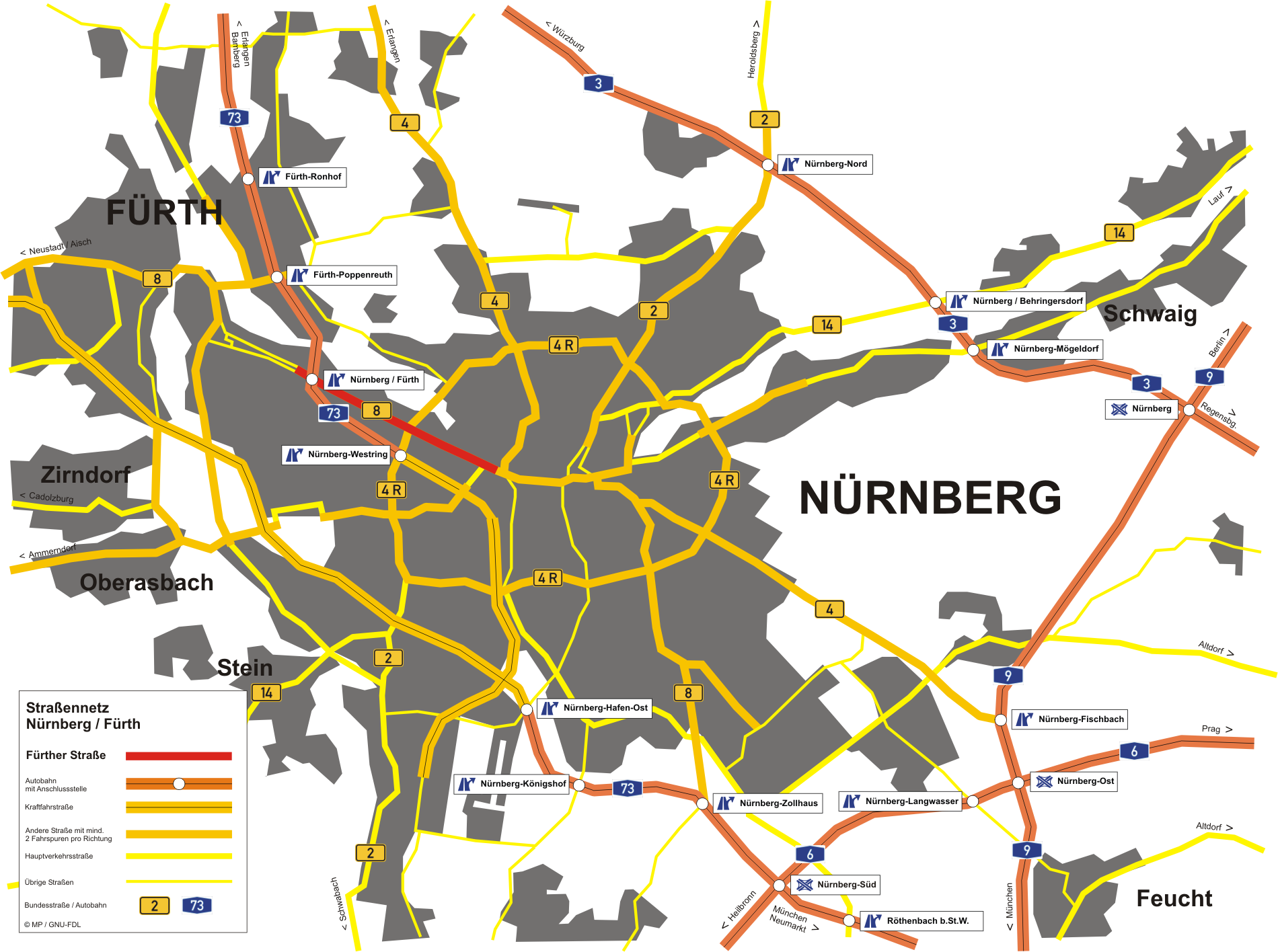
Lage der Fürther Straße (rot)

Die Fürther Straße führt vom Plärrer in Nürnberg bis zur Stadtgrenze nach Fürth und geht hier in die Nürnberger Straße in Fürth über. Mit über 4 km ist sie eine der längsten Straßen Nürnbergs.

## Verlauf

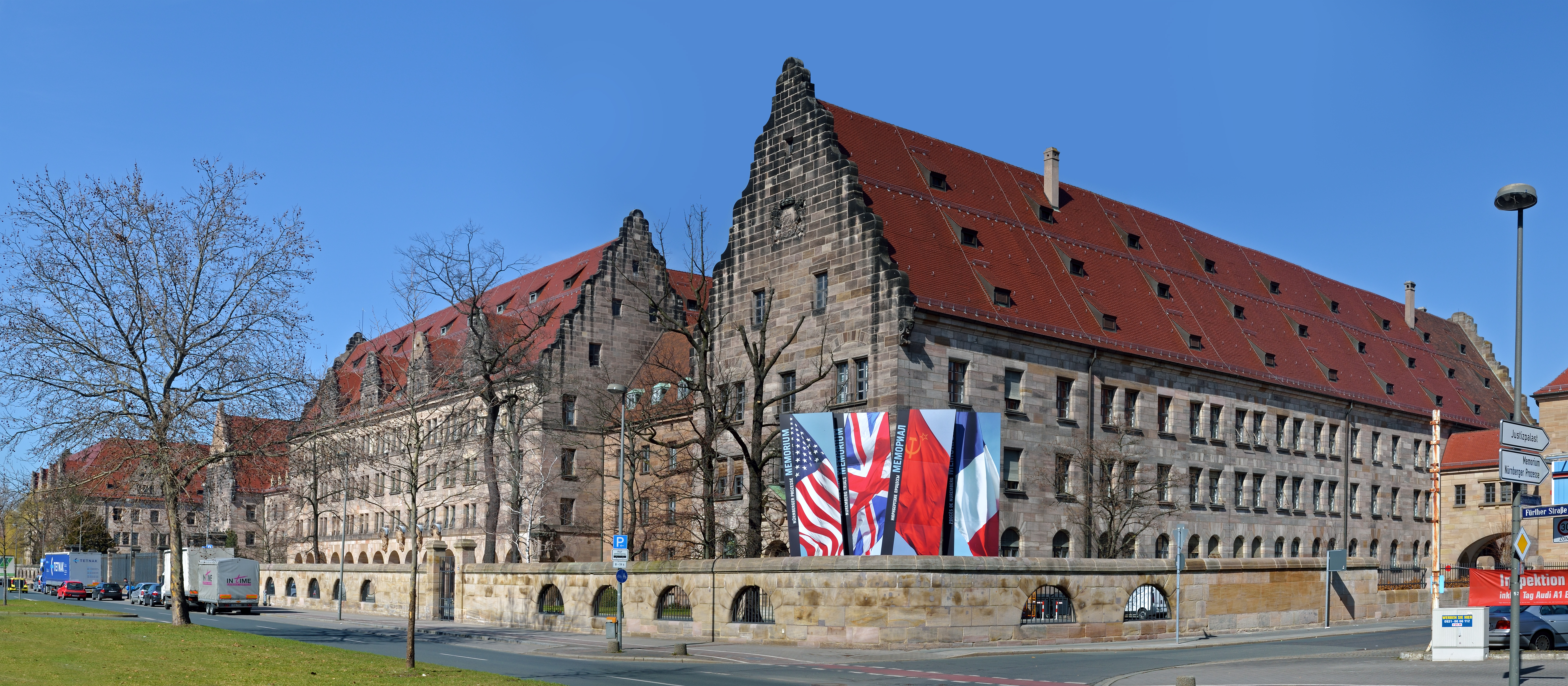
Justizpalast zwischen Bärenschanz- und Mannertstraße

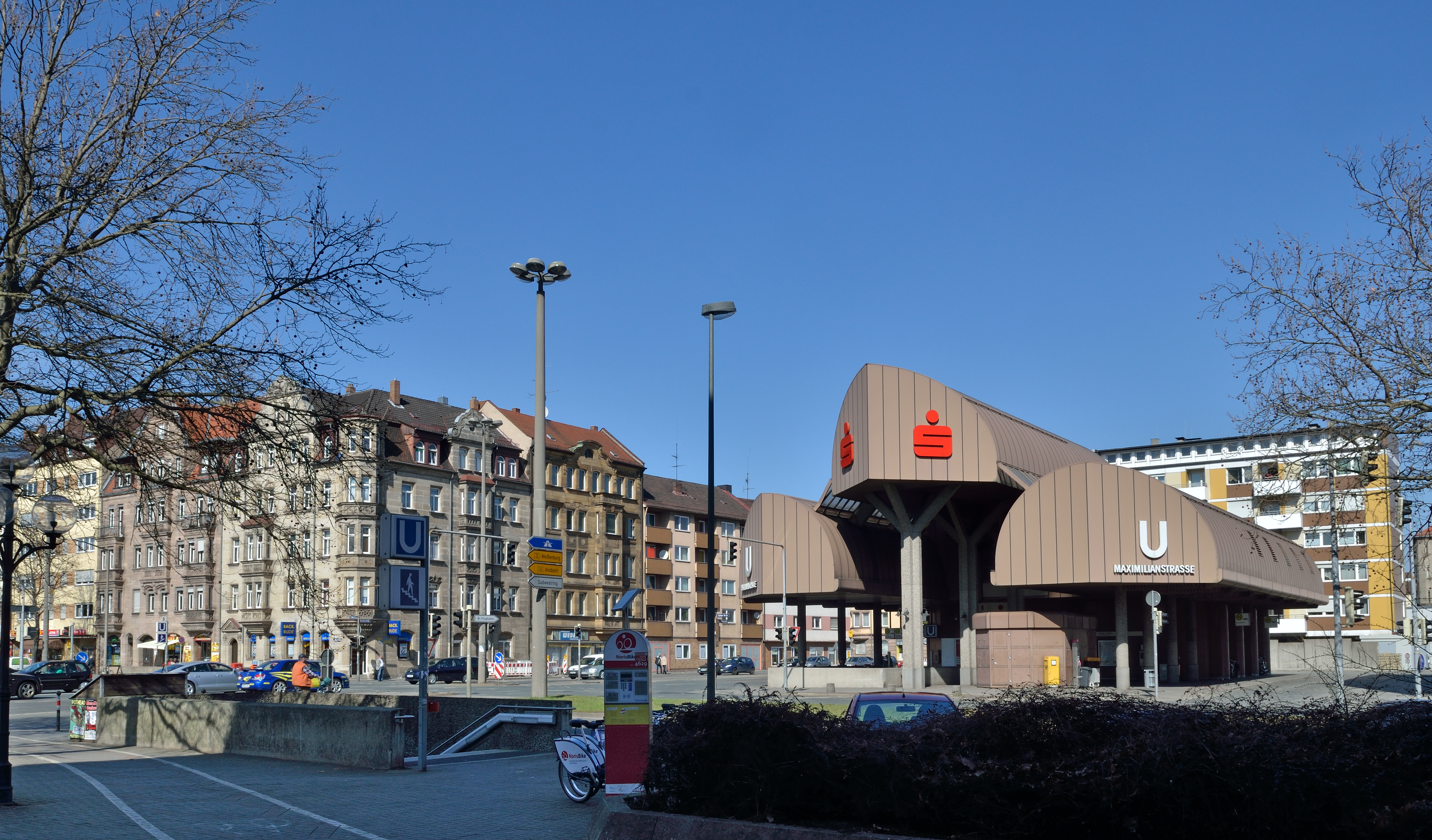
Kreuzung Fürther-/ Maximilianstraße

Vom Plärrer aus führt die Fürther Straße gerade in westnordwestlicher Richtung nach Fürth, dabei tangiert sie zunächst in einem leichten Bogen nach Nordwesten den Stadtteil Kleinweidenmühle, die Südliche Fürther Straße führt auf dem direkten Weg zum Plärrer. Die Südliche Fürther Straße und in Verlängerung die Fürther Straße bildet die Grenze zwischen den Stadtteilen Kleinweidenmühle und Gostenhof. Nach dem U-Bahnhof Gostenhof folgt die Kreuzung der Fürther Straße mit der Will- und Kernstraße. An dieser Kreuzung begann 1952 der systematische Einsatz von Lichtsignalanlagen in Nürnberg.

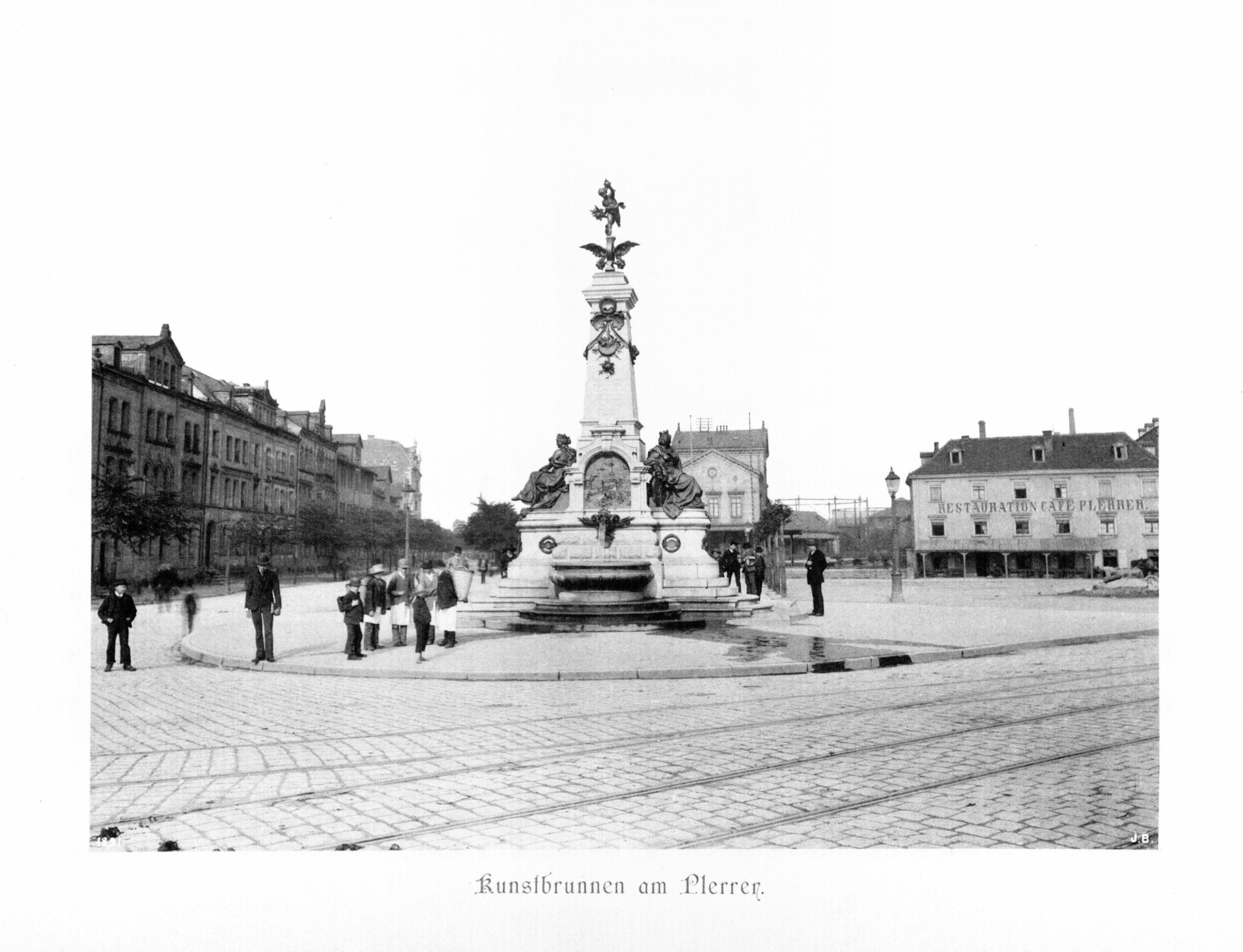
Das Ludwig-Eisenbahn-Denkmal am Plärrer, 1891

Am östlichen Eingang des U-Bahnhof Bärenschanze steht das Denkmal zur Erinnerung an die Eröffnung der Ludwigseisenbahn, das nach verschiedenen Umsetzungen seinen Platz dort gefunden hat. Zwischen dem U-Bahnhof Bärenschanze und dem U-Bahnhof Maximilianstraße befindet sich der Justizpalast, in dem von 1945 bis 1949 die Nürnberger Prozesse stattfanden. Heute beherbergt er das Amtsgericht Nürnberg, das Landgericht Nürnberg-Fürth und das Oberlandesgericht Nürnberg. Der Bundesstraßenring um Nürnberg, die Bundesstraße 4 R, kreuzt die Fürther Straße als Maximilianstraße westlich des U-Bahnhof, ab jetzt verläuft die Straße im Stadtteil Eberhardshof. Ab hier ist die Fürther Straße nach wie vor als Bundesstraße gewidmet. Etwas weiter westlich gelangt nach der Einmündung der Schumannstraße die U-Bahn über eine Rampe an die Oberfläche. Zwischen dem Ende 2009 geschlossenen Großkaufhaus der Quelle GmbH und den ehemaligen Werken der Triumph-Adler sowie der AEG befindet sich der U-Bahnhof Eberhardshof. Nach der Wendeanlage des U-Bahnhofes unterquert die Straße die Ringbahn. Im Stadtteil Muggenhof wechselt die U-Bahn auf einer weiteren Rampe auf ein Hochbahnviadukt. Oberhalb der Kreuzung mit der Sigmund- und Adolf-Braun-Straße befindet sich der U-Bahnhof Muggenhof. Südlich der Einmündung der Dooser Straße befindet sich der Bahnhof Nürnberg-Doos, am Vorläufer, dem Bahnhof Fürther Kreuzung trafen die Ludwigsbahn und die Ludwig-Süd-Nord-Bahn aufeinander. Dort, wo die Fürther Straße den Frankenschnellweg überquert, befand sich früher die Brücke über den Ludwigskanal. Kurz vor dem U-Bahnhof Stadtgrenze geht die Fürther Straße in Nürnberg in die Nürnberger Straße in Fürth über.

## Geschichte

Verlauf der Ludwigsbahn mit der südlich parallel laufenden Nürnberg-Fürther Chaussee (hier oberhalb)

Die Fürther Straße entstand auf Initiative Karl August von Hardenberg. Der Verkehr zwischen den Städten Nürnberg und Fürth wurde bis dahin über die Bärenschanzstraße oder vom Neutor aus über St. Johannis und Schniegling abgewickelt. Da es sich um Nürnberger Straßen handelte, fielen der Reichsstadt Nürnberg auch die Einnahmen aus Wegzoll und Geleit zu. Das preußische Ansbach-Bayreuth wollte durch die Anlage einer Chaussee eine weitere Verbindung zwischen den beiden Städten etablieren und die eigene Macht demonstrieren. Durch die Anlage der vor dem Spittlertor beginnenden Straße wurde vor allem die wirtschaftliche Position Fürths gestärkt.

### Verkehrsgeschichte

Die Fürther Straße 1902

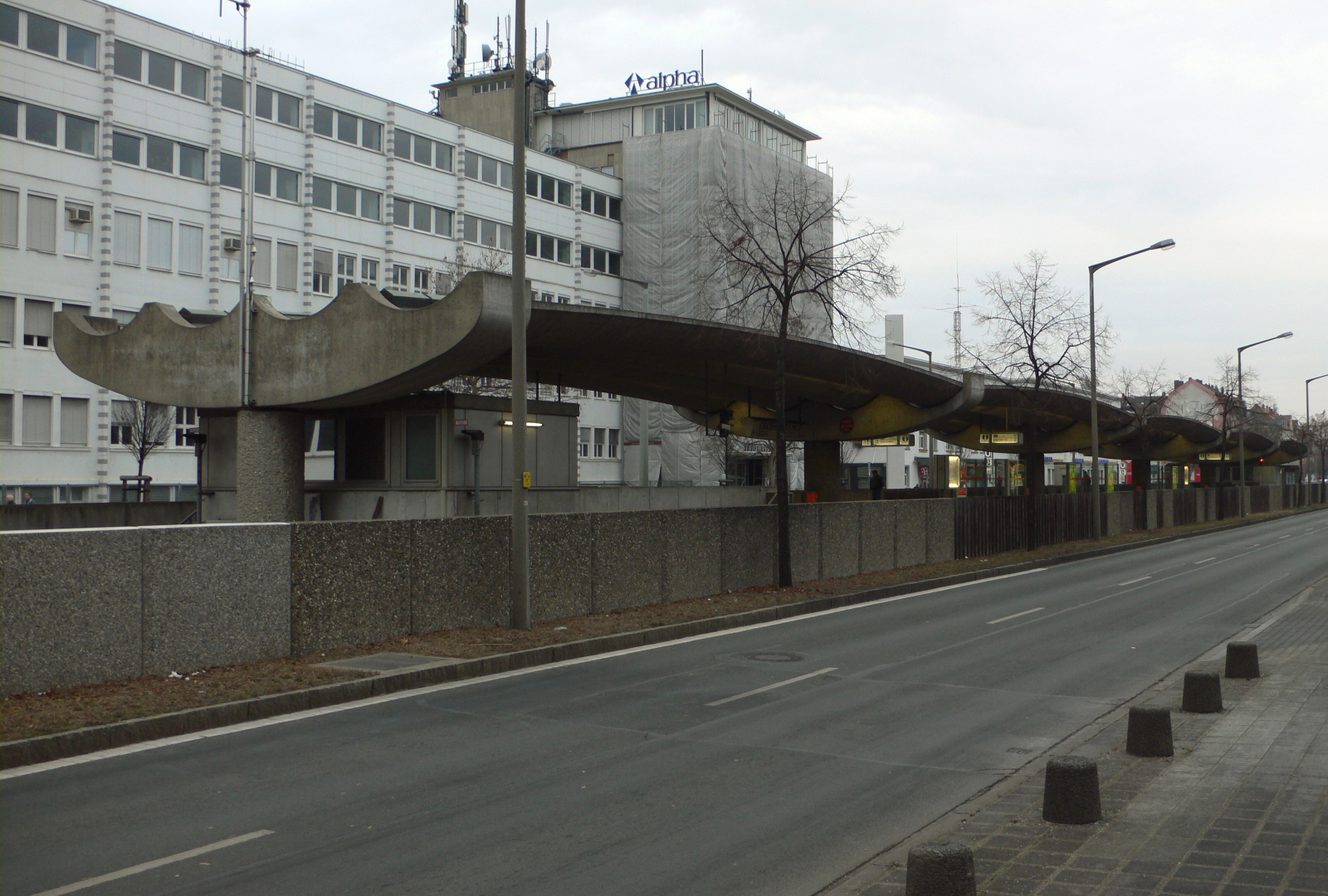
U-Bahnhof Eberhardshof

1835 fuhr die Bayerische Ludwigsbahn erstmals von Nürnberg nach Fürth. Sie verkürzte die Reisezeit zwischen den beiden Städten und verkehrte bis 1922. Die Eisenbahnlinie legte die Grundlage für die Hauptverkehrsader zwischen den beiden Städten. 1844 entstand die Fürther Kreuzung, ein für damalige Verhältnisse komplizierter Verkehrsknotenpunkt. Entlang der Bahnlinie entwickelte sich die Fürther Straße mit ihren Produktionsanlagen. 1881 eröffnete der Bremer Kaufmann Heinrich Alfes bei der ersten Erweiterung des Netzes der Straßenbahn Nürnberg eine Pferde-Straßenbahnstrecke zum Fürther Obstmarkt, die parallel zur Ludwigsbahn auf der Fürther Straße verkehrte. Die „weiße Linie“ zwischen dem Maxfeld und Fürth war ab dem 2. Mai 1896 die Versuchsstrecke für die Einführung der elektrischen Straßenbahn in Nürnberg und Fürth.
Die Straßenbahn trug maßgeblich zum Ende der Ludwigsbahn bei. Der Bau der U-Bahn-Linie U1 wiederum führte zum Ende des Straßenbahnbetriebs in der Fürther Straße, 
bescherte jedoch der Straßenbahn mit dem Bahnhof Muggenhof auf der Dooser Hochbahn über den Frankenschnellweg einen Hochbahn-Abschnitt, den die Straßenbahn von 1970 bis 1981 im Vorlauf zur Umstellung zur U-Bahn befuhr. Das Straßenbahndepot an der Kreuzung zur Maximilianstraße bestand noch länger, war zuletzt nur noch über die Maximilianstraße zu erreichen und wurde schließlich ganz aufgelöst. Im Jahre 2009 wurden die letzten Reste des Gleiskörpers der Straßenbahn abgebrochen.
In der Fürther Straße befinden sich heute die U-Bahn-Stationen Gostenhof, Bärenschanze, Maximilianstraße, Eberhardshof und Muggenhof.
Mit der Einweihung des Frankenschnellwegs hat die Fürther Straße ihre herausragende Bedeutung für den Straßenverkehr eingebüßt.
Durch die Fürther Straße verlief früher auf kompletter Länge die Fernverkehrsstraße 8 (ab 1934 unter dem Namen Reichsstraße 8; ab 1949 Bundesstraße 8).

### Industriegeschichte

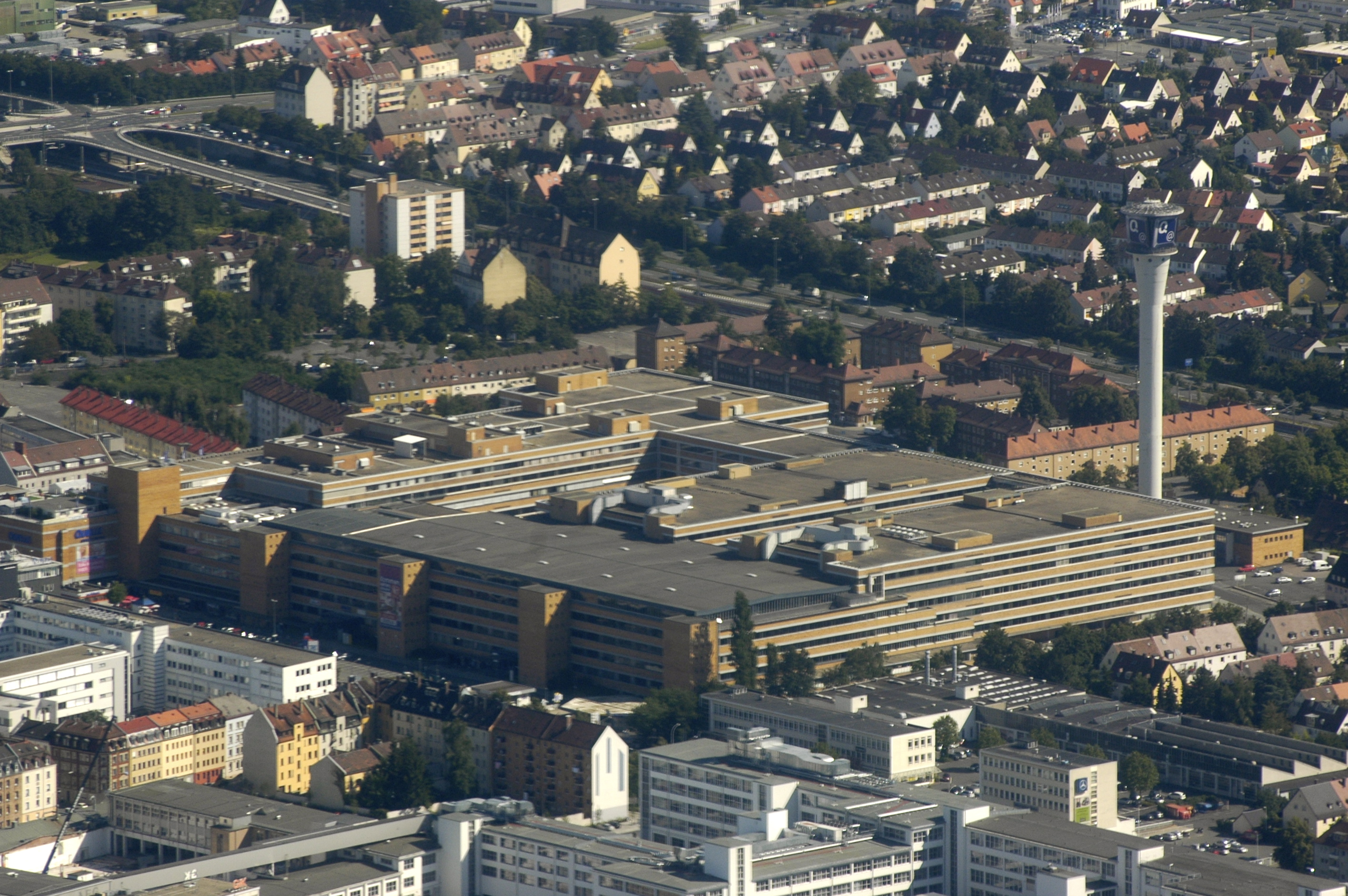
Quelle an der Fürther Straße

In den 1880ern setzte im Zuge der Industrialisierung entlang der Fürther Straße eine rege Bautätigkeit ein. Während sich in der Nähe des Plärrers repräsentative Bürgerhäuser der Nürnberger Hopfenhändler sowie Wohn- und Geschäftshäuser wie das Hansa-Haus massierten, entstanden stadtauswärts Produktionsbetriebe. Darunter befanden sich einige Spielwarenhersteller, später entwickelte sich hier die Nürnberger Motorradindustrie mit bekannten Namen wie Zündapp und Hercules. AEG hatte in der Fürther Straße ein Werk für Hausgeräte, das 2007 endgültig geschlossen wurde. Der Arcandor-Konkurs führte im Dezember 2009 zur Schließung des Quelle-Versandhauses und -Auslieferungslagers. Triumph Adler verlagerte seine Zentrale von der Fürther Straße in den Südwestpark und schloss die Produktionsstätte.

#### Strukturwandel
Auf dem Triumph-Adler- und AEG-Gelände haben sich zahlreiche kleine Unternehmen niedergelassen. Der Umbruch ist noch nicht abgeschlossen. Im Quelle Areal soll Platz für Wohnungen, Geschäfte und Behörden entstehen.